# Бермудес, Майкл
Майкл Алесса́ндро Берму́дес Ре́йес (исп. Michael Alessandro Bermúdez Reyes; 30 января 2006) — эквадорский футболист, нападающий клуба «ЛДУ Кито». В сезоне 2024/25 выступает на правах аренды за сербский клуб ОФК.

## Клубная карьера
Воспитанник футбольной академии клуба «ЛДУ Кито». В октябре 2023 года подписал с клубом свой первый профессиональный контракт. В июле 2024 года отправился в сезонную аренду в сербский клуб ОФК. 20 июля 2024 года дебютировал в основном составе ОФК в матче сербской Суперлиги против клуба «Младост» (Лучани).

## Карьера в сборной
Выступал за сборные Эквадора до 17 и до 18 лет. В 2023 году сыграл на чемпионате Южной Америки (до 17 лет) в Эквадоре и на чемпионате мира (до 17 лет) в Индонезии.